# 巴旺
巴旺（法語：Bavans，法語發音：[bavɑ̃]）是法国杜省的一个市镇，属于蒙贝利亚尔区。

## 地理
巴旺（47°28'54"N, 6°43'50"E）面积8.83 平方千米，位于法国勃艮第-弗朗什-孔泰大區杜省，该省份为法国东部内陆省份，北起上索恩省，西接汝拉省，东部及东南部与瑞士接壤，东北部与贝尔福地区省接壤。
与巴旺接壤的市镇（或旧市镇、城区）包括：圣玛丽、埃图旺、普雷桑特维莱、武若库尔、贝尔什、杜河畔当皮埃尔。

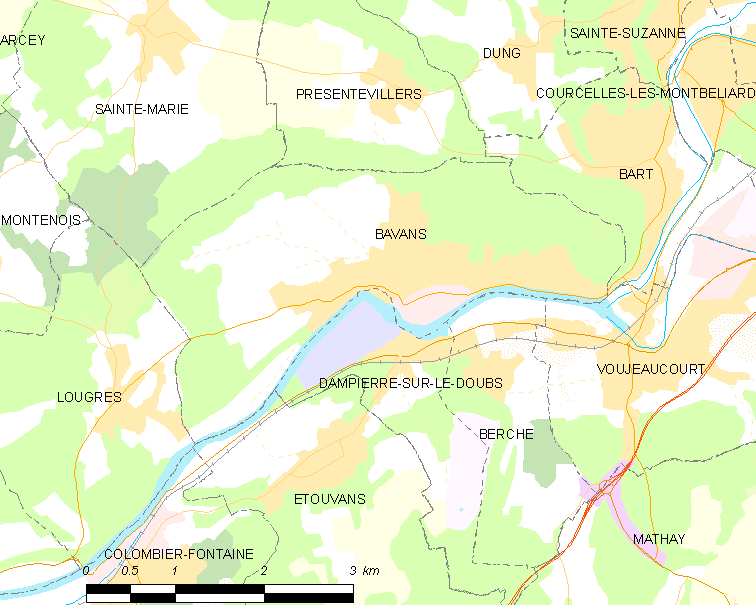
巴旺的OSM定位图

巴旺的时区为UTC+01:00、UTC+02:00（夏令时）。

## 行政
巴旺的邮政编码为25550，INSEE市镇编码为25048。

## 政治
巴旺所属的省级选区为巴旺县。

## 人口

1962-2008年间巴旺人口变化图示

巴旺于2022年1月1日时的人口数量为3566人。